# Carel Jacob van Baar van Slangenburgh
Carel Jacob van Baar van Slangenburgh (Leeuwarden, 2 oktober 1783 – Delft, 16 februari 1845) was een Nederlands schilder, tekenaar, lithograaf en academiedocent. Hij wordt ook vermeld als Carel Jacob van Slangenburgh. De familie Van Baar ontleende de toevoeging aan het Gelderse Slangenburg. De namen Van Slangenburgh en (Van) Baar van Slangenburgh werden, ook door de kunstenaar zelf, door elkaar gebruikt. Hij signeerde zijn werk wel met C.J.V.S. of V.S..

## Leven en werk
Van Baar van Slangenburgh was een zoon van onderwijzer Jork Abraham Johannes van Baar van Slangenburgh (1754-1835) en Maria Elizabeth Juliana Baunach (-1830). Hij kreeg zijn opleiding van de Leeuwarder schilders Harmen Wouter Beekkerk, Jan Hendrik Nicolaij en Willem Bartel van der Kooi. Met de laatste maakte hij in 1804 een studiereis naar Düsseldorf. Hij werd in 1805 aangesteld als lector en tekenmeester aan de Harderwijkse academie. Bij zijn inaugurele rede, een jaar later, sprak hij over de opkomst en voortgang van de tekenkunst. Hij trouwde in 1809 in zijn geboortestad met Anna Juliana Brouwer (1780-1845). Nadat de universiteit tijdens de Franse bezetting werd opgeheven, keerde Van Baar Van Slangenburgh in 1815 terug naar Leeuwarden. Na een aantal jaren verhuisde hij met zijn gezin naar Haarlem en woonde vervolgens nog in Utrecht en Amsterdam. Van 1832 tot 1839 was hij in Utrecht opnieuw lector in de tekenkunde, waarna hij zich met zijn vrouw in Delft vestigde. Tot zijn leerlingen behoorde Wilhelmina Geertruida van Idsinga.
De kunstenaar schilderde en tekende portretten, genrevoorstellingen en interieurs. Hij nam deel aan tentoonstellingen in binnen- en buitenland, waaronder tentoonstellingen van Levende Meesters in onder andere Amsterdam, Haarlem, Nijmegen, Rotterdam, en Utrecht. Zijn schilderij Koor der Nieuwe Kerk te Delft, met de tombe van Prins Willem I, werd in 1845 aangekocht door Willem II, ander werk is opgenomen in de collecties van onder andere het Fries Museum en het Rijksmuseum Amsterdam.
Van Baar van Slangenburgh overleed op 61-jarige leeftijd, binnen een week na het overlijden van zijn vrouw.

## Enkele werken

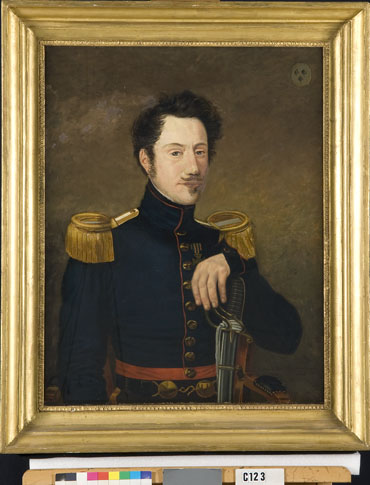
Portret van Herman Barthout Graswinckel (1798-1857)
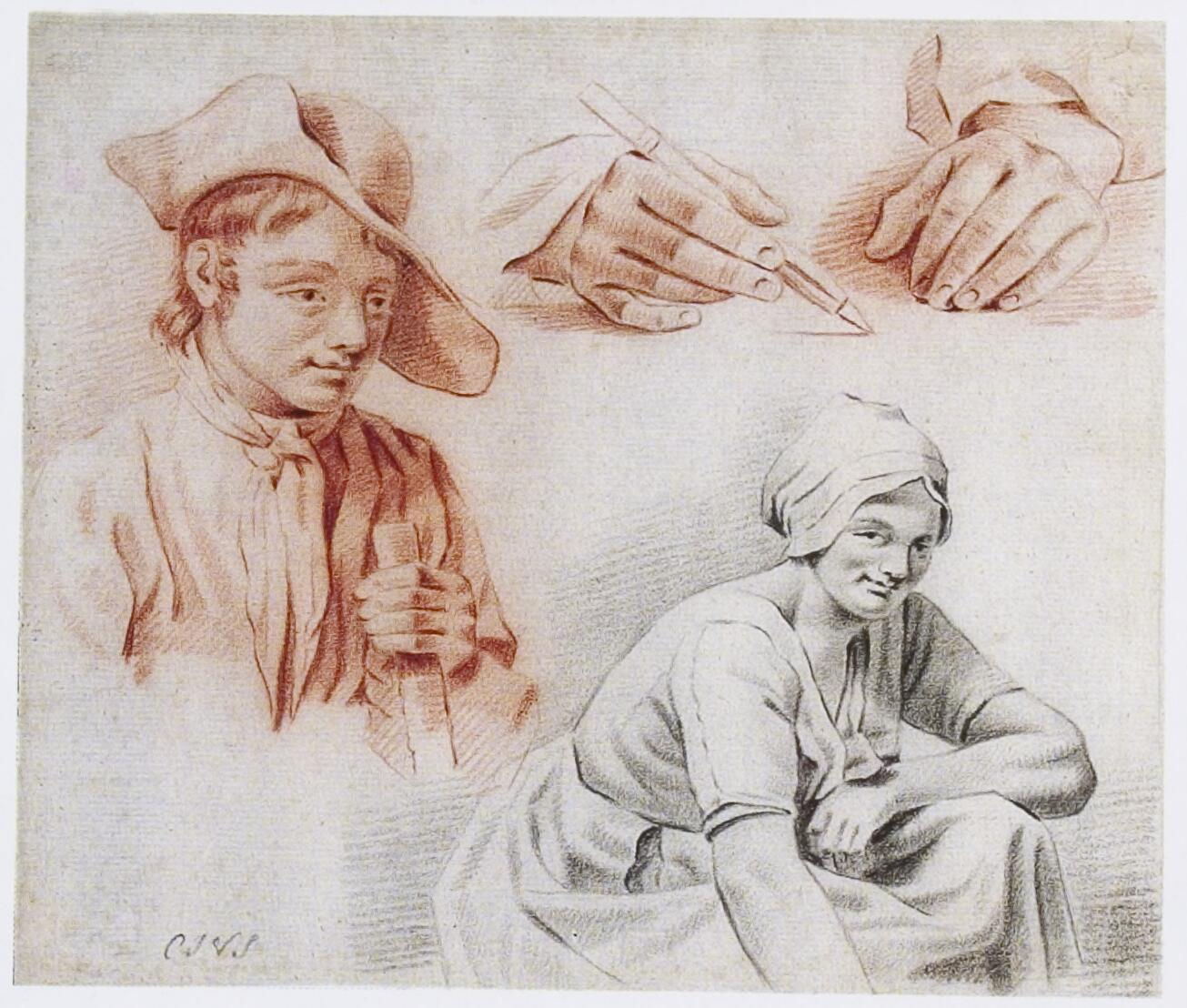
Studies van een jongen, een jonge vrouw en een paar handen
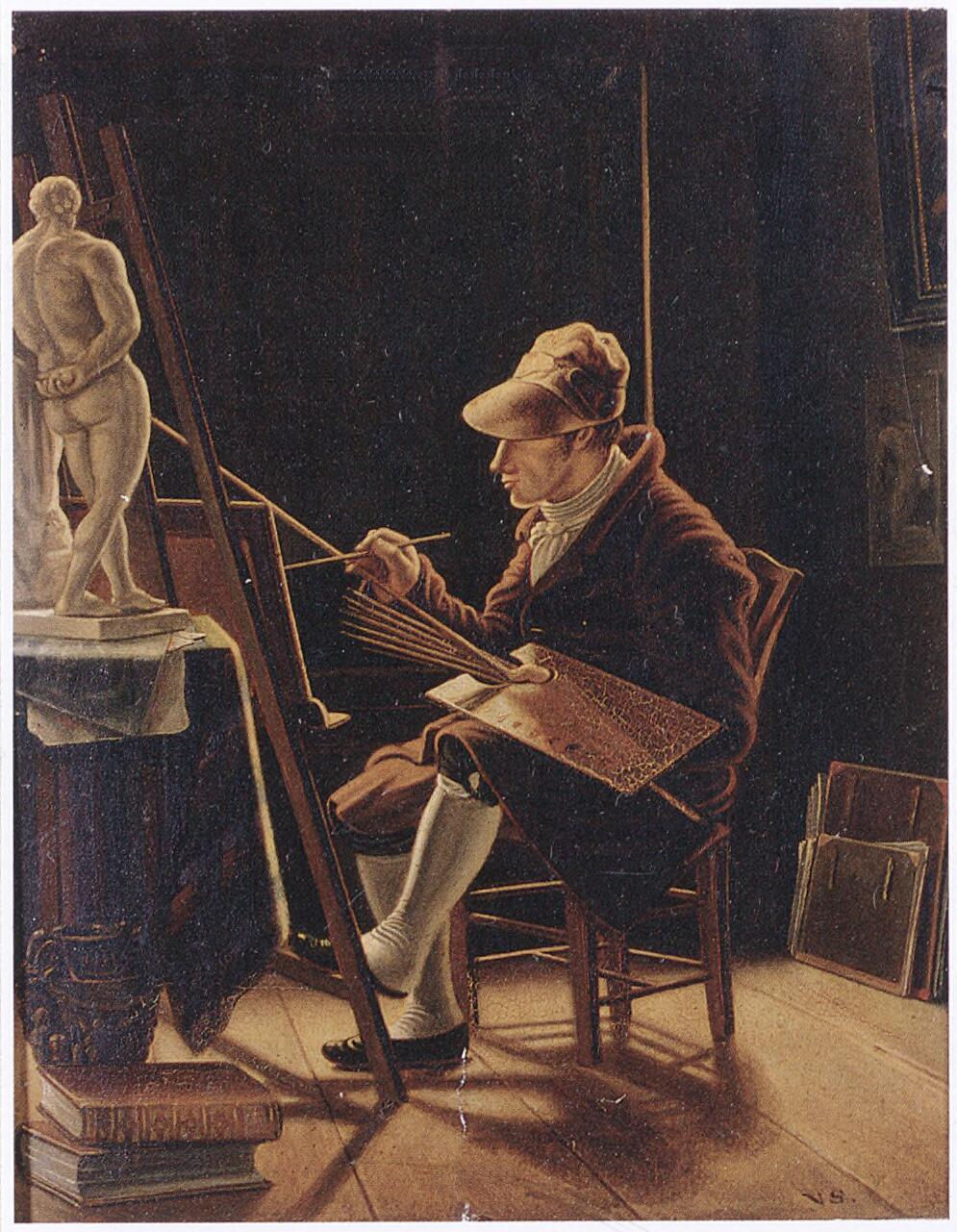
Zelfportret in atelier

- Bibliothèque nationale de France: cb15505391w (data)
- Biografisch Portaal: 75105629
- Digitale Bibliotheek voor de Nederlandse Letteren: slan003
- International Standard Name Identifier: 0000 0003 9913 7826
- RKD-Nederlands Instituut voor Kunstgeschiedenis: 3197
- Union List of Artist Names: 500096437
- Virtual International Authority File: 22445081